# Knooppunt Houdeng-Goegnies
De verkeerswisselaar van Houdeng-Goegnies is een knooppunt ten westen van de stad La Louvière in de Belgische provincie Henegouwen. Het knooppunt ligt in de deelgemeente Houdeng-Goegnies, iets ten noorden van het dorpscentrum. Het is een onvolledig knooppunt. In feite splitst de autosnelweg A7/E19/E42 uit westelijke richting er zich in twee. De weg loopt als A15/E42 verder in zuidoostelijke richting; de andere tak splitst zich af naar het noordoosten, richting Brussel onder de naam A7/E19.
Het knooppunt heeft geen verbindingen die verkeer tussen de twee oostelijke takken mogelijk maakt. Het verkeer uit het oosten wordt niet verondersteld te willen terugkeren op het knooppunt. Verkeer dat toch tussen beide richtingen wil wisselen wordt al vroeger opgevangen, en kan dit via de snelweg A501, een drietal kilometer voor het knooppunt, of de snelweg A54/E420, tien tot twintig kilometer eerder.
| Aansluitende wegen                        | Aansluitende wegen                      | Aansluitende wegen | Aansluitende wegen | Aansluitende wegen        |
| ----------------------------------------- | --------------------------------------- | ------------------ | ------------------ | ------------------------- |
|                                           |                                         |                    |                    | richting Nijvel / Brussel |
|                                           |                                         |                    |                    |                           |
| richting Bergen / Doornik Rijsel / Parijs | richting La Louvière / Charleroi / Luik |                    |                    |                           |
|                                           |                                         |                    |                    |                           |
|                                           |                                         |                    |                    |                           |

Aalbeke · Antwerpen-Centrum · Antwerpen-Haven · Antwerpen-Noord · Antwerpen-Oost · Antwerpen-West · Antwerpen-Zuid · Arquennes · Battice · Beaufays · Beveren · Bois-d'Haine · Brugge · Cerexhe · Charleroi-Nord · Charleroi-Sud · Cheratte · Daussoulx · Destelbergen · Doornik · Familleureux · Fexhe-Slins · Gent-Centrum · Gouy · Grâce-Hollogne · Groot-Bijgaarden · Hautrage · Hauts-Sarts · Heppignies · Heverlee · Hoog-Itter · Houdeng-Goegnies · Jabbeke · Jemappes · Kortrijk-West · Kortrijk-Zuid · Leonardkruispunt · Loncin · Lummen · Machelen · Marcinelle · Marquain · Merelbeke · Moorsele · Neufchâteau · Ranst · Sint-Stevens-Woluwe · Strombeek-Bever · Thiméon · Ville-sur-Haine · Vottem · Wilrijk-Valaar · Zaventem · Zwijnaarde